# جسجب (روستا)
جسجب  به عربی ( الَجسجَب  )، روستایی است در دهستان یحصب العلو از توابع استان ذَمار در کشور یمن در شبه جزیره عربستان.

## جمعیت
جمعیت آن (۱۲۸ ) نفر (۱۰ خانوار) می‌باشد.